# Hospital conmemorativo de Kokoda
El Hospital conmemorativo de Kokoda (en inglés: Kokoda Memorial Hospital) es un hospital situado en Papúa Nueva Guinea en el sur del Océano Pacífico que fue construido por los voluntarios de Rotary Australia en 1995. El edificio del hospital fue financiado por el Gobierno de Australia, mientras que el gobierno de Papúa Nueva Guinea proporcionó el personal. El hospital recibió ese nombre en honor de las personas que murieron en la campaña de Kokoda.